# Cesario D'Amato
Cesario d'Amato (Ponticelli, 17 agosto 1904 – Santa Marinella, 23 agosto 2000) è stato un vescovo cattolico italiano, abate nullius di San Paolo fuori le Mura dal 1955 al 1964.

## Biografia
Era uno dei sei figli di Vincenzo d'Amato, medico condotto a Scala, sulla costiera amalfitana, e di Chiara Maria Capasso, e gli fu imposto il nome di Giuseppe.
Frequentò le scuole elementari a Scala e le prime classi ginnasiali nel seminario arcivescovile di Amalfi.
A 12 anni entrò nel collegio della Badia di Cava de' Tirreni, sotto la guida degli abati Angelo Maria Ettinger e Giuseppe Placido Nicolini, dove conseguì la licenza liceale.
Cambiò il proprio nome in quello di Cesario e si dedicò alla musica sacra, alla liturgia, alla storia.
Nel 1922 fu inviato a Roma, presso la comunità monastica dell'abbazia di San Paolo fuori le mura.
Dall'anno seguente proseguì i suoi studi presso l'Ateneo Lateranense e l'Angelicum, conseguendo la licenza in filosofia e la laurea in teologia.
L'abate Alfredo Ildefonso Schuster lo scelse come proprio segretario e gli dettò gli esercizi spirituali in preparazione dell'ordinazione sacerdotale che gli fu conferita, presso l'abbazia di Farfa, il 25 luglio 1928.
Insegnò liturgia presso l'Ateneo Lateranense e il Pontificio istituto di musica sacra, e canto gregoriano nei Pontifici Seminari Romani. Fra gli altri contatti intellettuali, ebbe un importante scambio epistolare con la mistica, oblata benedettina e beata Itala Mela, presente nell'abbazia fino al 1933.
Nel 1951 fu nominato direttore del Bollettino Ceciliano, carica che conservò fino al 1963.

### Ministero episcopale
Il 15 settembre 1955 fu eletto abate nullius di San Paolo fuori le Mura; succedette ad Ildebrando Vannucci, deceduto il 22 agosto. Il 7 novembre successivo papa Pio XII confermò la sua elezione e lo nominò vescovo titolare di Sebaste di Cilicia, lo stesso titolo portato dal suo immediato predecessore negli ultimi tredici anni di governo abbaziale.
Il 27 novembre ricevette l'ordinazione episcopale dal cardinale Clemente Micara, vicario generale per la diocesi di Roma, coconsacranti l'arcivescovo Ilario Alcini e il vescovo Giuseppe Placido Nicolini.
Nel 1956 fu eletto presidente della Congregazione cassinese e il 16 gennaio 1959 papa Giovanni XXIII lo nominò assistente al Soglio Pontificio.
Partecipò a tutte le sessioni del Concilio Vaticano II e fu nominato membro della commissione De sacra Liturgia.
Il 20 febbraio 1964 si dimise da abate ordinario di San Paolo; l'11 marzo seguente, quale suo successore, fu eletto dom Giovanni Franzoni.
Divenne pro-presidente della Pontificia commissione di archeologia sacra, accanto ai presidenti, i cardinali vicari Clemente Micara, Luigi Traglia e Angelo Dell'Acqua.
Il 16 aprile 1969 papa Paolo VI nominò mons. Gennaro Verolino, arcivescovo titolare di Corinto, nuovo presidente della commissione ed egli ne divenne vicepresidente fino al 1973, quando lasciò l'incarico, pur continuando a far parte della stessa in qualità di membro.
Si dedicò al riordino della biblioteca monastica di San Paolo e agli studi sui luoghi della sua infanzia: Scala e Amalfi; riordinò l'archivio parrocchiale di Santa Maria delle Grazie in Maiori nel 1965 con l'aiuto del parroco mons. Vincenzo Florio.
Già molto anziano, si ritirò presso l'Istituto delle Ancelle della Visitazione, a Santa Marinella, dove trascorse gli ultimi anni.

## Genealogia episcopale
La genealogia episcopale è:
- Cardinale Scipione Rebiba
- Cardinale Giulio Antonio Santori
- Cardinale Girolamo Bernerio, O.P.
- Arcivescovo Galeazzo Sanvitale
- Cardinale Ludovico Ludovisi
- Cardinale Luigi Caetani
- Cardinale Ulderico Carpegna
- Cardinale Paluzzo Paluzzi Altieri degli Albertoni
- Papa Benedetto XIII
- Papa Benedetto XIV
- Papa Clemente XIII
- Cardinale Marcantonio Colonna
- Cardinale Giacinto Sigismondo Gerdil, B.
- Cardinale Giulio Maria della Somaglia
- Cardinale Carlo Odescalchi, S.I.
- Vescovo Eugène de Mazenod, O.M.I.
- Cardinale Joseph Hippolyte Guibert, O.M.I.
- Cardinale François-Marie-Benjamin Richard
- Cardinale Pietro Gasparri
- Cardinale Clemente Micara
- Vescovo Cesario D'Amato, O.S.B.